# St. Stephani (Abberode)

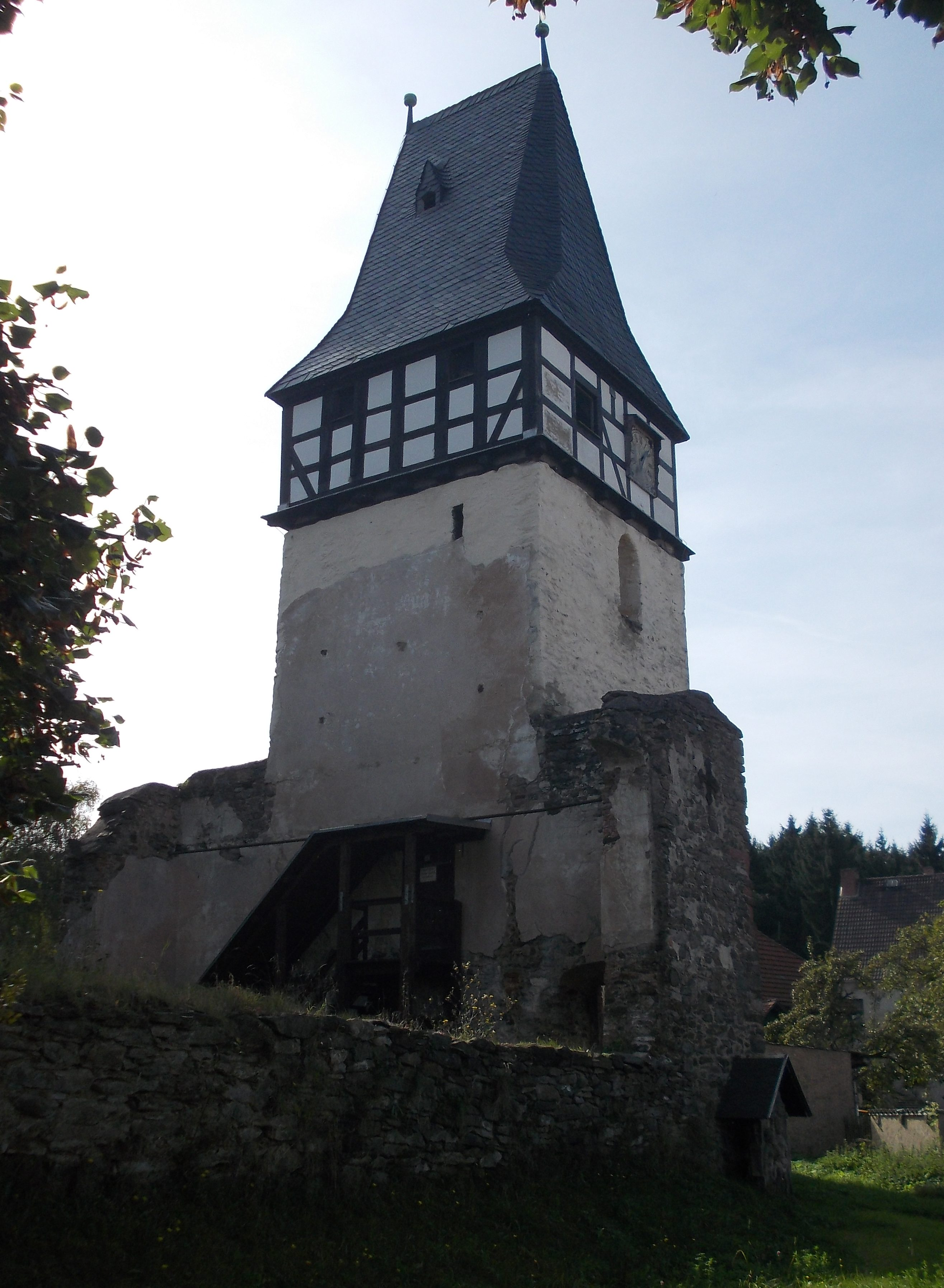
Kirchturm St. Stephani in Abberode (2014)

Die unter Denkmalschutz stehende Kirche St. Stephani befindet sich in Abberode im Landkreis Mansfeld-Südharz in Sachsen-Anhalt. Sie war die evangelische Kirche des Ortes. Erhalten geblieben ist heute nur noch der aus dem Mittelalter stammende Kirchturm mit Fachwerkaufsatz.

## Geschichte
Die Kirche wurde von einem Abt aus Ballenstedt gestiftet und trug das Patrozinium des Stephanus. 
Nachdem das Kirchenschiff baufällig geworden war, entschied sich 1768 die Kirchengemeinde Abberode in Abstimmung mit dem Konsistorium in Eisleben für einen Neubau. Aus Kostengründen empfahl das Amt Rammelburg die Beibehaltung des alten Kirchturmes, in dem zuvor die zersprungene Glocke durch eine Neuanfertigung aus der Glockenwerkstatt Ulrich in Laucha an der Unstrut ersetzt worden war. Der Bau des neuen Kirchenschiffes wurde 1769 ausgeführt. 
Nach mehr als zweihundert Jahren war es nicht mehr stabil und musste in den 1980er Jahren abgetragen werden, so dass heute nur noch der Kirchturm steht, der 1998 restauriert wurde. Die Kirchengemeinde nutzt heute die in der Zeit des Nationalsozialismus 1936 erbaute Kirche im 1952 eingemeindeten Ortsteil Tilkerode.